# Yanfeng Automotive Interiors
Yanfeng Automotive Interiors (YFAI) er en kinesisk underleverandør til bilindustrien med hovedkvarter i Shanghai. De udvikler og fremstiller komponenter til biler og andre køretøjer. Yanfeng Automotive Interiors har 33.000 ansatte i 20 lande.